# Truskavec obecný
Truskavec obecný (Polygonum arenastrum) je jednoletá rostlina, nejhojněji se vyskytující druh rodu truskavec v celé České republice. Tato bylina, původně evropský druh, se rozšířila po všech světadílech, vyjma tropických a mrazivých oblastí.

## Ekologie
Na vlastnosti půdy není příliš choulostivý, hlavně že je mírně vlhká až suchá. Roste na slunci i v polostínu při pH od 5,6 do 8,4, nevadí mu posypovou solí zasolená a jinak znečištěná půda. Roste v příkopech, okolo cest a chodníků, hřišť, štěrkových parkovišť, na stavebních prolukách, navážkách a lidmi narušovaných stanovištích v blízkosti měst. Toleruje častá sešlapávání i mechanická poškozování, při klíčení špatně snáší konkurenci ostatních rostlin.

## Popis
Jednoletá, výjimečně krátce víceletá bylina s poléhavými lodyhami, které jsou plazivé a na koncích vystoupavé. Rýhované lodyhy bývají dlouhé až 60 cm a silně větvené, vyrůstají z kůlovitého kořene, který zajišťuje rostlině přežití i za letního sucha. Světle zelené listy s krátkými řapíky a blanitou botkou mají podlouhlé či obvejčité čepele, bývají asi 3 cm dlouhé, mají úzce klínovitou bázi, tupý vrcholek a jsou po obvodě celistvé a oboustranně zřetelně žilnaté.
Květy vyrůstají až po pěti ve svazečcích v paždích listů. Téměř přisedlé, oboupohlavné květy s úzce vejčitými listeny jsou asi 3 mm velké a mají v jednom přeslenu pět dělených okvětních lístků, jež jsou u báze nazelenalé a na okrajích bílé nebo narůžovělé. V květu je osm tyčinek s nitkami u báze rozšířenými. Tři velmi krátké čnělky mají hlavičkovité blizny.
Kvetou od května do října, opylovány jsou drobnými včelami a mouchami. Plodem jsou úzce vejčité, trojhranné, hnědé, nepukající nažky, obalené suchým okvětím a dlouhé asi 2 mm. Ploidie druhu je 2n = 4x = 40.

## Rozmnožování
Rostliny se rozmnožují výhradně semeny, kterých vytvářejí velká množství a zůstávají v půdě klíčivá i po šesti létech. Z rostlin jsou rozptylována větrem nebo odplavována dešťovou vodou. Jsou také roznášena v trusu domácích i volně žijících býložravých zvířat. Obvykle klíčí na podzim nebo na jaře kdy je v půdě dostatek vlhkosti, s příchodem teplého počasí semenáče rostou velmi rychle.

## Význam
Truskavec obecný je celý jedlý, semena se mohou požívat místo pohanky na kaši nebo mleté na mouku, lodyhy lze jíst vařené a dříve sloužívaly k přípravě rostlinných barviv. Z listů se vaříval diuretický čaj k léčbě úplavice a hemoroidů a jejich stahujících vlastnosti se využívalo při léčbě krvácejících ran.
Semeny se při nedostatku potravy živí mnozí zrnozobí ptáci i drobní hlodavci. Na polích jsou však rostliny nepříjemným plevelem, dlouhými kořeny vysávají vodu a živiny z blízkosti užitkových plodin a rozložitými lodyhami je krátce po vyklíčení silně zastiňují a omezují ve vzrůstu.